# Gianluigi Braschi
Gianluigi Braschi (Cesena, 21 marzo 1963 – Milano, 23 ottobre 2008) è stato un produttore cinematografico italiano.

## Biografia
Era il fratello minore dell'attrice Nicoletta Braschi, moglie dell'attore e regista Roberto Benigni. È stato amministratore delegato della casa di produzione Melampo Cinematografica, fondata nel 1991 dalla sorella e da Benigni. Ha co-prodotto con Elda Ferri il film La vita è bella (1997), diretto ed interpretato dal cognato Roberto Benigni, per il quale è stato candidato all'Oscar. Ha ricevuto nel 1998 il David di Donatello come miglior produttore. Ha curato la produzione anche dei film Il mostro, Pinocchio, La tigre e la neve e Asterix & Obelix contro Cesare, tutti interpretati (e nel caso dei primi tre anche diretti) da Benigni.

### Morte
Muore all'Ospedale San Raffaele di Milano all'età di 45 anni, dopo una lunga malattia.